# The Black Opera: Symphoniae Mysteriorum in Laudem Tenebrarum
The Black Opera: Symphoniae Mysteriorum in Laudem Tenebrarum è il terzo album del gruppo musicale black metal italiano Opera IX pubblicato dall'etichetta discografica Avantgarde Music nel 2000.

## Il disco
Si tratta dell'ultimo disco registrato dagli Opera IX con la cantante Cadaveria. Su questo album la band presenta le usuali composizioni dal minutaggio sostanzioso e contraddistinte da atmosfere sulfuree e da fraseggi tipicamente black metal alternati a passaggi di stampo gothic metal. Lo stile adottato dalla cantante è per la maggior parte del tempo improntato su una voce feroce e gutturale. I testi, tutti in inglese ad eccezione della quinta traccia, si addentrano nei meandri delle sette esoteriche e narrano di un viaggio spirituale diviso in sei atti. La settima canzone è invece la cover di Bela Lugosi's Dead dei Bauhaus.
Il CD uscì sia in formato digipack che in jewel case, pubblicato dalla Avantgarde Music nel 2002. Il 28 aprile del 2009 venne invece ristampato dalla Peaceville Records.

## Tracce
1. Act I: The First Seal – 9:39
2. Act II: Beyond the Black Diamond Gates – 7:14
3. Act III: Carnal Delight in the Vortex of Evil – 6:13
4. Act IV: Congressus Cum Daemone – 10:24
5. Act V: The Magic Temple – 4:16
6. Act VI: The Sixth Seal – 7:50
7. Bela Lugosi's Dead – 5:28 – cover dei Bauhaus

## Formazione
- Cadaveria – voce
- Ossian – chitarra
- Vlad – basso
- Flegias – batteria
- Lunaris – tastiera

### Produzione
- Pelle Saether – ingegneria del suono, produzione
- Magnus Söderman – assistente ingegneria del suono
- Lars Lindén – assistente ingegneria del suono
- Alberto Maria Gotti – grafica